# Kosa Dvukh Pilotov
L'illa Kosa Dvukh Pilotov (en rus: Коса Двух Пилотов, que literalment significa "cordó litoral dels dos pilots") és un cordó litoral llarg i estret de sorra, completament envoltat per les aigües del mar dels Txuktxis (de fet, es tracta d'una illa). S'estén al llarg de la costa de la península de Txukotka.
Administrativament pertany al territori del raion d'Iultinski del districte autònom de Txukotka.
El cordó fa 52,5 km de llargada i 1 km d'amplada (en el seu punt més ample). Consta de sorra i còdols. Té una alçada fins a 11 m. Es troba entre el mar dels Txuktxis i les llacunes Tinkurgin-Pilkhin (Tankergikinmangki) i Amguema, dos llacs costaners coberts de gel durant la major part de l'any. A la part nord-oest, està separat per l'estret de Pilkhin (Pilgin) de la seva continuació geològica, la franja de la badia s'estén fins al cap Schmidt. La marea mitjana a la costa del cordó és de 2 m.
A la part sud-est del cordó s'hi trobava el poble de Dalstroia. A la part central hi ha el refugi de Povarov.

## Història
La denominació txuktxi és Tankerginpilgin ("el coll de Tankergin"), en referent al nom dels txuktxis que van habitar en aquest indret.
El nom modern de l'illa data de l'any 1933, en honor a dos pilots polars nord-americans que van morir a l'est del cordó en l'accident de l'avió "Hamilton", el qual havia volat des d'Alaska amb l'objectiu de rescatar la tripulació de la goleta "Nanuk" comandada per Olaf Swenson, encallada al gel a la tardor de 1929. Aquests pilots són el famós pilot polar Carl Ben Eielson i el mecànic de vol Borland Earl. El lloc de l'accident de l'avió va ser descobert des de l'aire pel pilot polar soviètic Mavriki Trofimovitx Slepniov. Posteriorment, els dos cadàvers van ser trobats el febrer de 1930 per la tripulació del baixell a vapor "Stavropol".
Per ordre del Centre Radiometeorològic Regional de Pevek, l'any 1957 es va instal·lar a la desembocadura del riu Amguema una remota estació hidrometeorològica, anomenada "Cordó dels dos pilots". Les observacions de l'estació, que només funcionava durant el període de navegació, foren realitzades per l'operador de ràdio i hidrometeorolegia del Centre Radiometeorològic de Mis Shmidta. L'estació va romandre activa fins a la dècada de 1970.
L'any 1983, prop del Cordó dels Dos Pilots shi va enfonsar el vaixell de càrrega soviètic "Nina Sagaidak".